# Madamita
Madamita är en ort i Mexiko.   Den ligger i kommunen Jesús Carranza och delstaten Veracruz, i den sydöstra delen av landet, 500 km öster om huvudstaden Mexico City. Madamita ligger 24 meter över havet och antalet invånare är 121.
Terrängen runt Madamita är platt. Runt Madamita är det glesbefolkat, med 10 invånare per kvadratkilometer. Närmaste större samhälle är Jesús Carranza, 16,3 km väster om Madamita. Omgivningarna runt Madamita är en mosaik av jordbruksmark och naturlig växtlighet.